# Carbonato de magnésio
Carbonato de magnésio é um composto químico de fórmula MgCO3, é um sólido branco que ocorre na natureza como um mineral. Algumas formas hidratadas e básicas de carbonato de magnésio também existem como minerais. O MgCO3 possui uma variedade de aplicações. E é utilizado no sal e por atletas, com a finalidade de absorver suor, favorecendo a aderência de objetos e superfícies.